# 基泰忠孝
基泰忠孝是由基泰建設所建造的複合式商業摩天大樓，位於臺灣臺北市中正區忠孝西路一段。樓高地上37層地下6層，151.65公尺，基地面積約448坪。座落於西區門戶計畫區旁，鄰近臺北行旅廣場及交八廣場、新光人壽保險摩天大樓及原大阪商船株式會社台北支店。大樓於2019年年底取得使用執照，一至四樓規劃為商場，五樓以上將為「基泰Worktel」辦公空間和國際旅館品牌進駐。

## 照片集

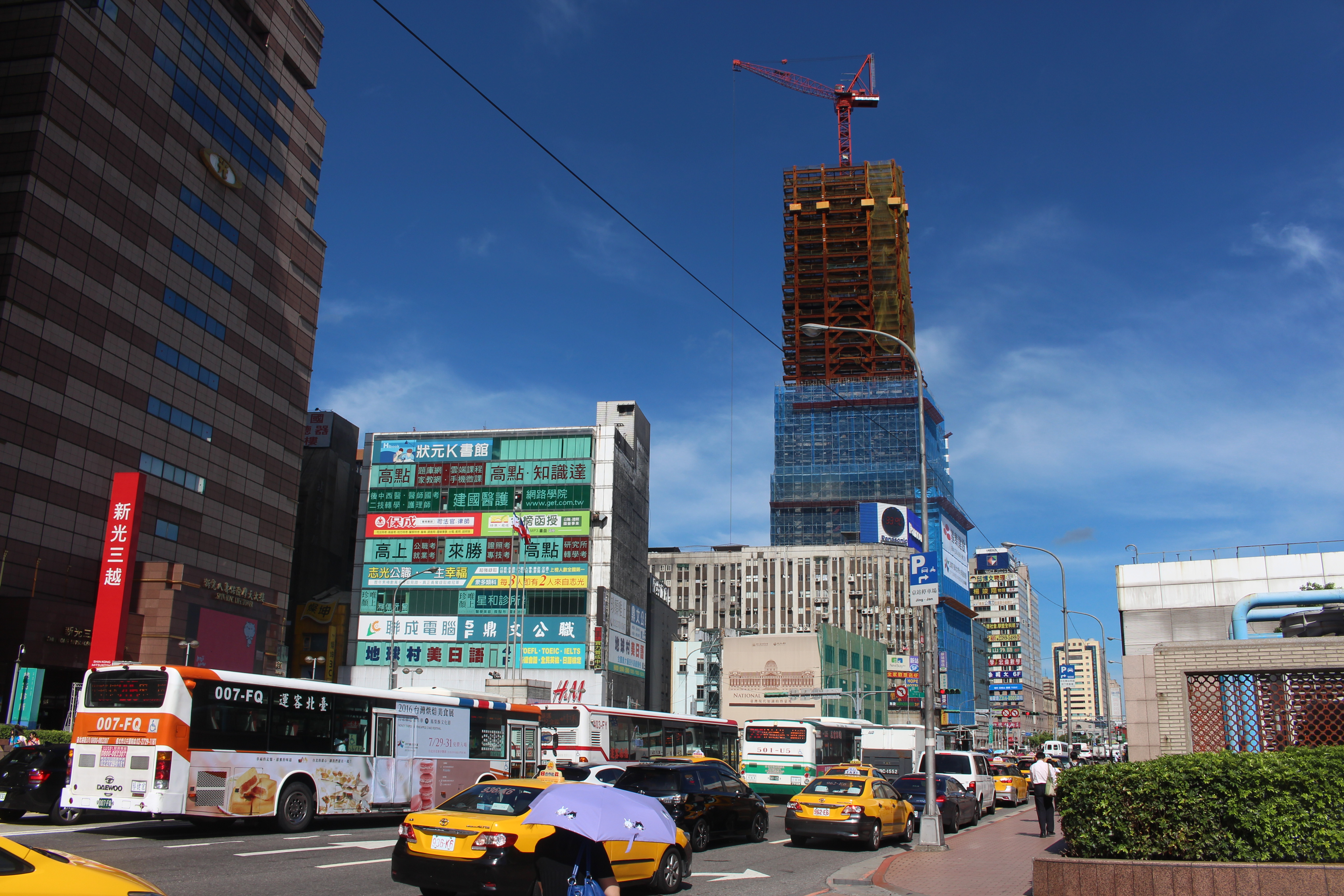
2016年7月施工狀況
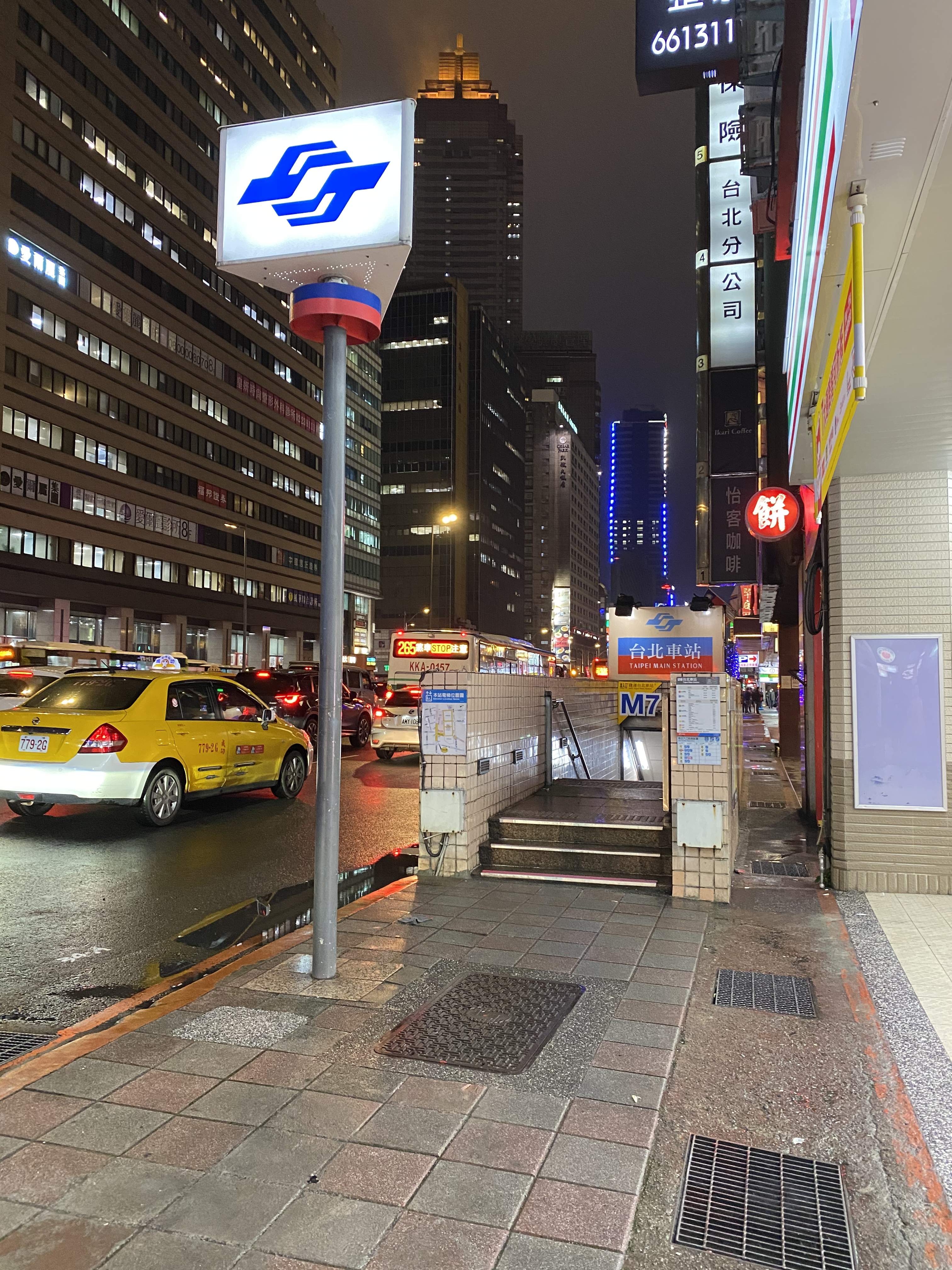
自台北車站M7出口遠眺基泰忠孝

## 外部連結
- 基泰建設股份有限公司台灣公司資料 （页面存档备份，存于）